# هیدئو ساکای
هیدئو ساکای (به انگلیسی: Hideo Sakai) بازیکن فوتبال اهل ژاپن و عضو تیم ملی فوتبال ژاپن است که در تاریخ ۱۳ مه ۱۹۳۴ میلادی اولین بازی ملی‌اش را انجام داد. او در ۳ بازی ملی حضور داشت و آخرین بازی ملی خود را در تاریخ ۲۰ مه ۱۹۳۴ میلادی انجام داد. هیدئو ساکای در بازی‌های ملی‌اش
گلی به ثمر نرساند.